# Deslave de Alausí de 2023
El Deslave mortal en Alausí, es un corrimiento de tierra, acontecido en la noche del 26 de marzo del 2023 en la ciudad de Alausí, en la Provincia de Chimborazo, ocasionando la muerte de 65 personas, más de un centenar de personas desaparecidas y muchas viviendas destruidas. La tragedia se dio apenas una semana después de que en el austro del país se sintiera un movimiento telúrico de gran magnitud, cuyo saldo fue de casi una veintena de muertos y centenares de heridos, y a puertas del 30° (trigésimo) aniversario del Desastre de la Josefina. 

## Antecedentes
Alausí es una localidad muy turística el cual se ubica una de las estaciones de trenes quienes llevan al punto conocido como la Nariz del Diablo y por si tiene muchas atracciones turísticas el cual se ubica en algunas partes altas en las montañas que rodean a la ciudad.

## Desastre
El desastre comenzó en la noche del 26 de marzo del 2023, cuando un grave deslizamiento de tierra les tomó desprevenidos a muchos habitantes de la zona el cual con las lluvias fuertes que han estado soportando la mayor parte del sur del país, en gran parte a la Oscilación de Madden y Julian, proveniente de la Amazonía con el agregado de las remanencias dejadas por el Ciclón Yaku y por el reciente terremoto del pasado 18 de marzo, dejaron a la zona muy débil y propensa a deslizamientos, quienes ya amenazaban a la población, dependiente de la agricultura. El estadio fue completamente sepultado por el deslave.

## Víctimas
El número de personas damnificadas por ahora son de 778 personas, según balance del Gobierno del Ecuador, mientras que el Sistema Nacional de Gestión de Riesgos lo cifra en 16 personas quienes han perdido la vida y mumerosas personas están todavía atrapadas entre el lodazal y los escombros, muchas viviendas quedaron destruidas por consecuencia del deslave. En las ceremonias de un año de la tragedia (26 de marzo de 2024) se informó que el número definitivo de fallecidos fue de 67 y 8 desaparecidos.

## Operativo de rescate
El Gobierno Nacional comenzó ya con los planes de rescate a las personas que están atrapadas en los escombros, por el cual están colaborando muchos organismos de rescate, como el Cuerpo de bomberos de diversas ciudades del país como de Azogues, Cuenca, Cañar, Guayaquil, por el cual están con equipos de rescate y de búsqueda.

## Ayuda Humanitaria
Desde diversas partes del país, se habilitaron múltiples centros de acopio en las oficinas de la Cruz Roja Ecuatoriana, en iglesias, instituciones educativas, casas barriales y comunales, coliseos y GADS parroquiales, municipales y provinciales. Durante la última semana de marzo, se supo a través de los medios regionales y nacionales que decenas de camiones cargados de vituallas, víveres, insumos médicos y de aseo, colchones, cobijas, ropa y hasta alimento para mascotas, se dirigían a las zonas afectadas por el talud suscitado ese último fin de semana y hacia los albergues habilitados por el ejército y las autoridades civiles y eclesiásticas del lugar. 
Aún se desconoce el monto total de las pérdidas humanas y materiales, o  por cuánto tiempo más duraría la emergencia invernal en el país, que ha afectado a todo el territorio ecuatoriano.